# Cingilia humeralis
Cingilia humeralis är en fjärilsart som beskrevs av Walker 1862. Cingilia humeralis ingår i släktet Cingilia och familjen mätare. Inga underarter finns listade i Catalogue of Life.